# Cerkiew św. Michała Archanioła w Przysłupie
Cerkiew św. Michała Archanioła w Przysłupie – greckokatolicka cerkiew w Przysłupie.

## Historia
Drewniana cerkiew w Przysłupie została ukończona 3 lipca 1756. Pracowali przy niej miejscowi mistrzowie Jan i Danyił. Pierwotnie znajdowała się nad potokiem spływającym po południowym stoku Magury Małastowskiej. Ponieważ jednak co roku potok ten wzbierał i zalewał budynek, mieszkańcy Przysłupa przenieśli cerkiew na zbocze góry, w miejsce, gdzie pozostawała poza zasięgiem wody. W 1880 obiekt został gruntownie przebudowany. Poszerzono wówczas przedsionek cerkwi, czyniąc go równym szerokości nawy. Zmieniono również konstrukcję wieży i dachu. Do wnętrza świątyni wstawiono nowy ikonostas, przeniesiony z Kunkowej lub w Leszczynach; znajdującą się w nim ikonę patrona świątyni, św. Łukasza przerobiono na wizerunek archanioła Michała. W 1929 wykonano natomiast nową polichromię wnętrza.
Po Akcji „Wisła” budynek został zaadaptowany na kościół rzymskokatolicki, od 1956 był sporadycznie udostępniany katolikom obrządku bizantyjsko-ukraińskiego.
Z powodu rozmieszczenia budynku na stromym stoku cerkiew w latach 80. XX wieku była już w bardzo złym stanie technicznym. Została jednak wyremontowana i od tego czasu jest użytkowana wyłącznie przez parafię greckokatolicką.

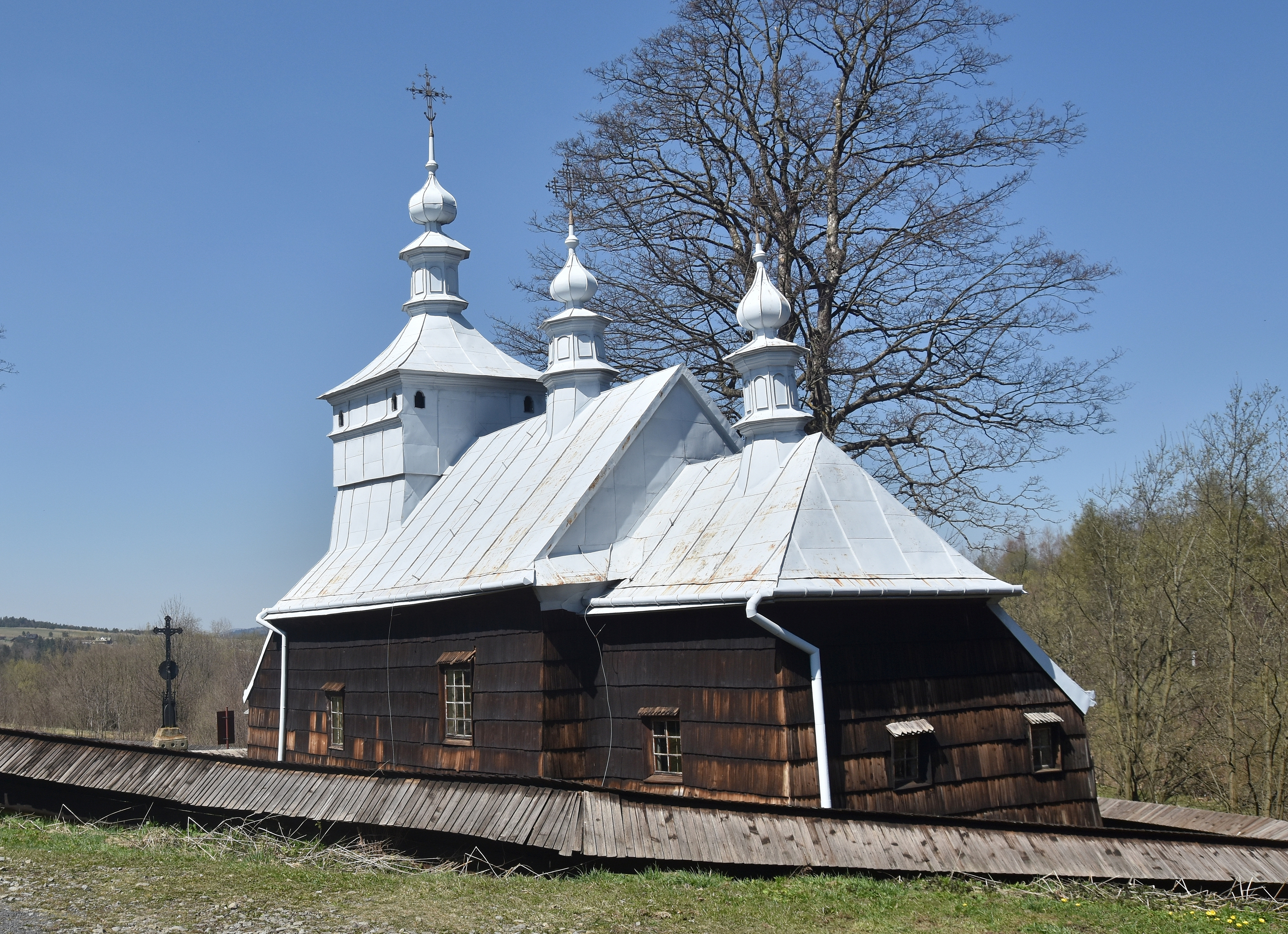
Widok od prezbiterium
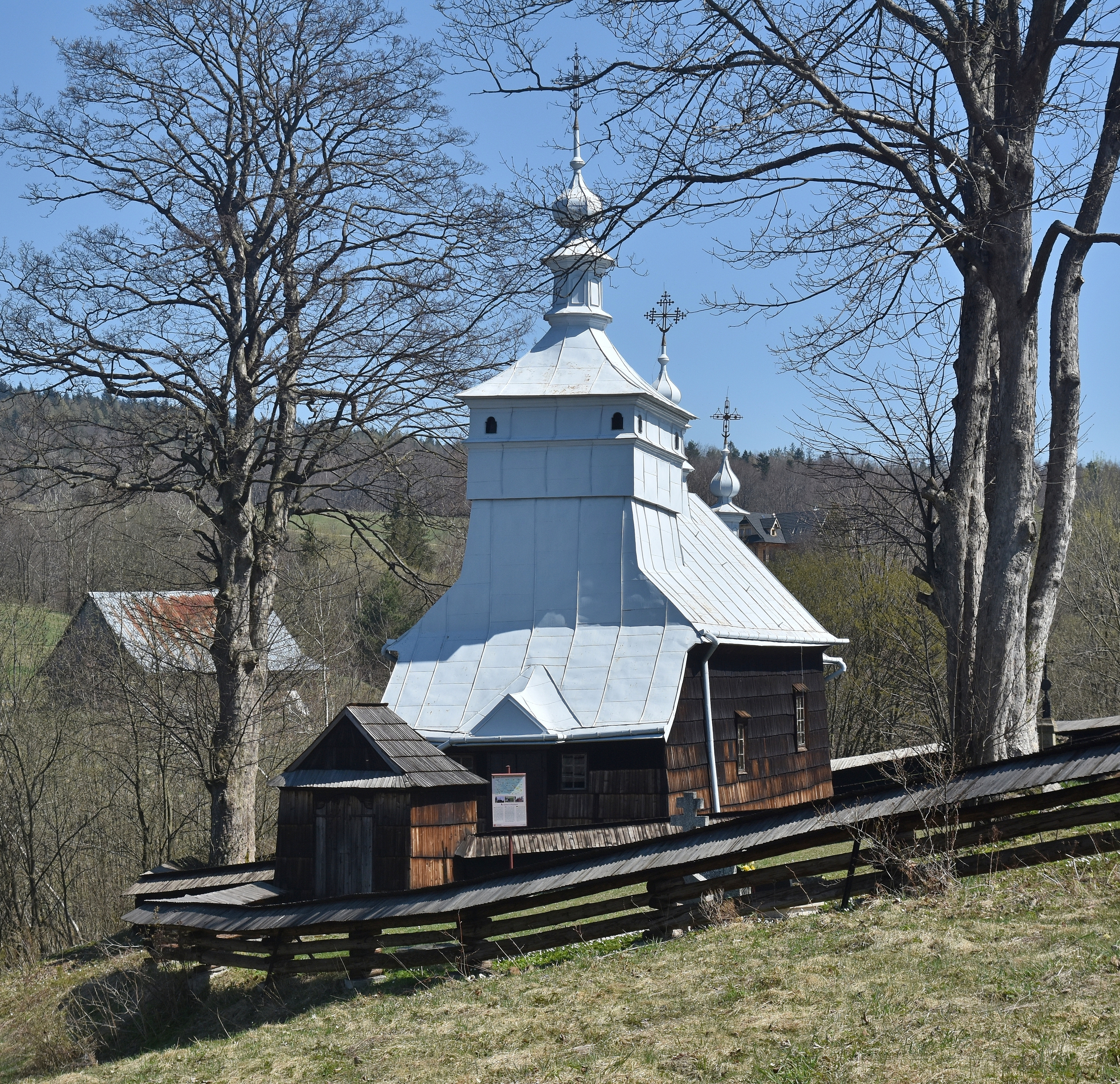
Elewacja frontowa
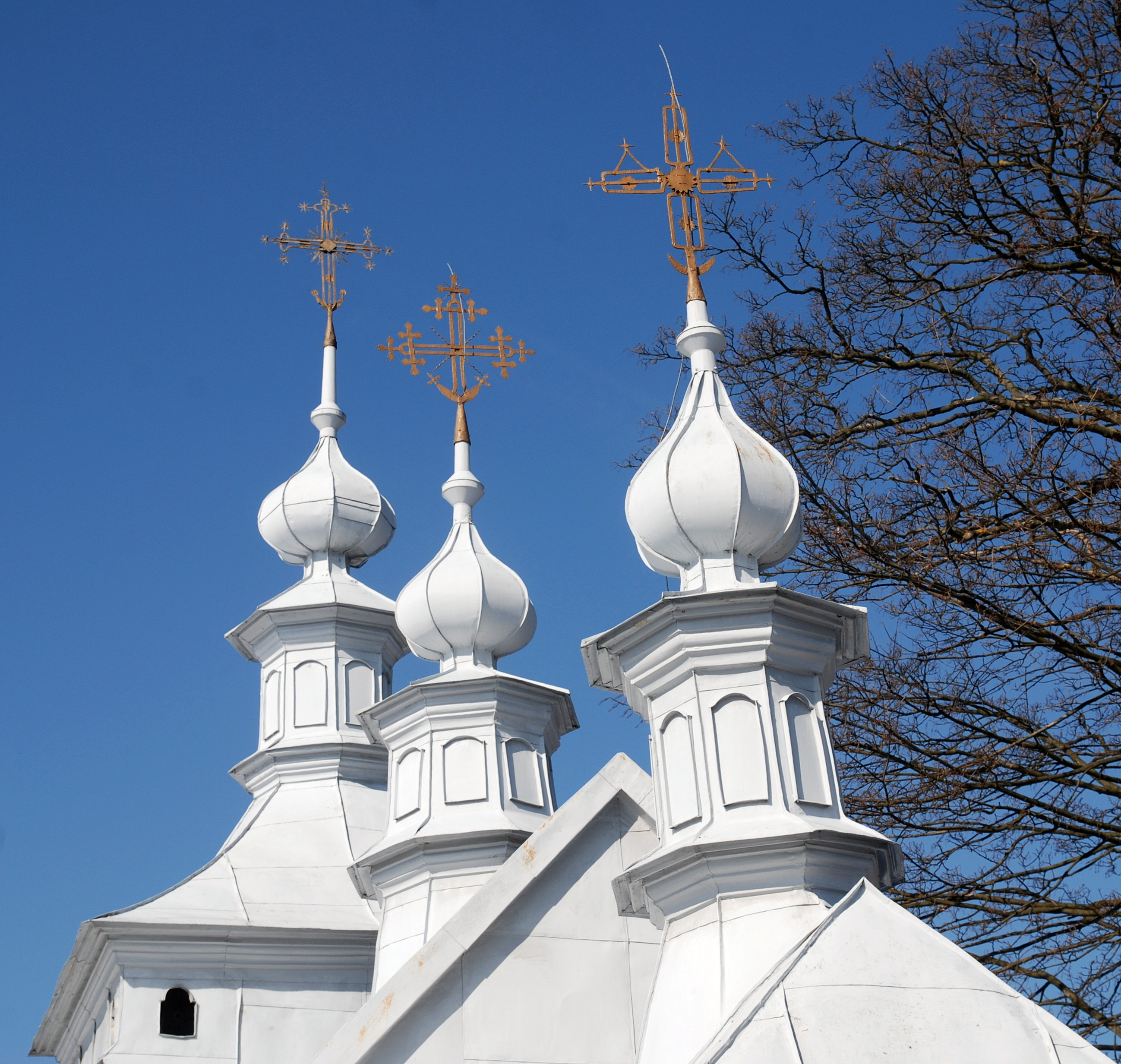
Wieże

## Architektura
Cerkiew jest drewniana, jednonawowa, z nawą i przedsionkiem równej szerokości i wysokości przy znacznie niższym prezbiterium. Całość pokrywa dach kalenicowy kryty blachą. Ponad przedsionkiem wznosi się prostokątna wieża zwieńczona hełmem. Podobne konstrukcje rozmieszczono ponad prezbiterium i w centrum nawy. Okna świątyni są prostokątne.
We wnętrzu zachował się osiemnastowieczny trzyrzędowy ikonostas oraz polichromia powstała po 1929, w tym przedstawienie Trójcy Świętej i wizerunek patrona cerkwi na jej stropie. W bocznym ołtarzu znajduje się ikona św. Mikołaja.

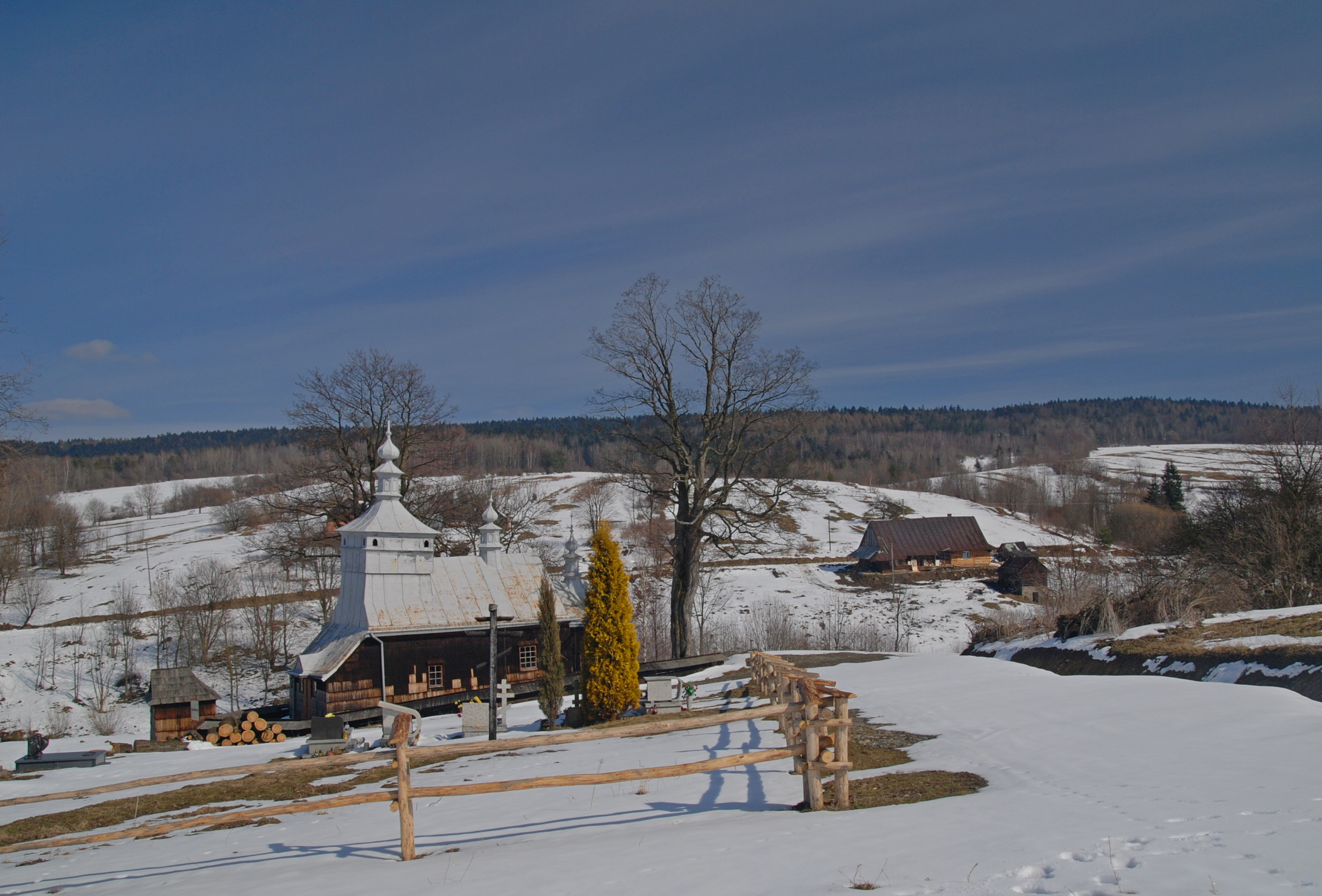
Widok ogólny
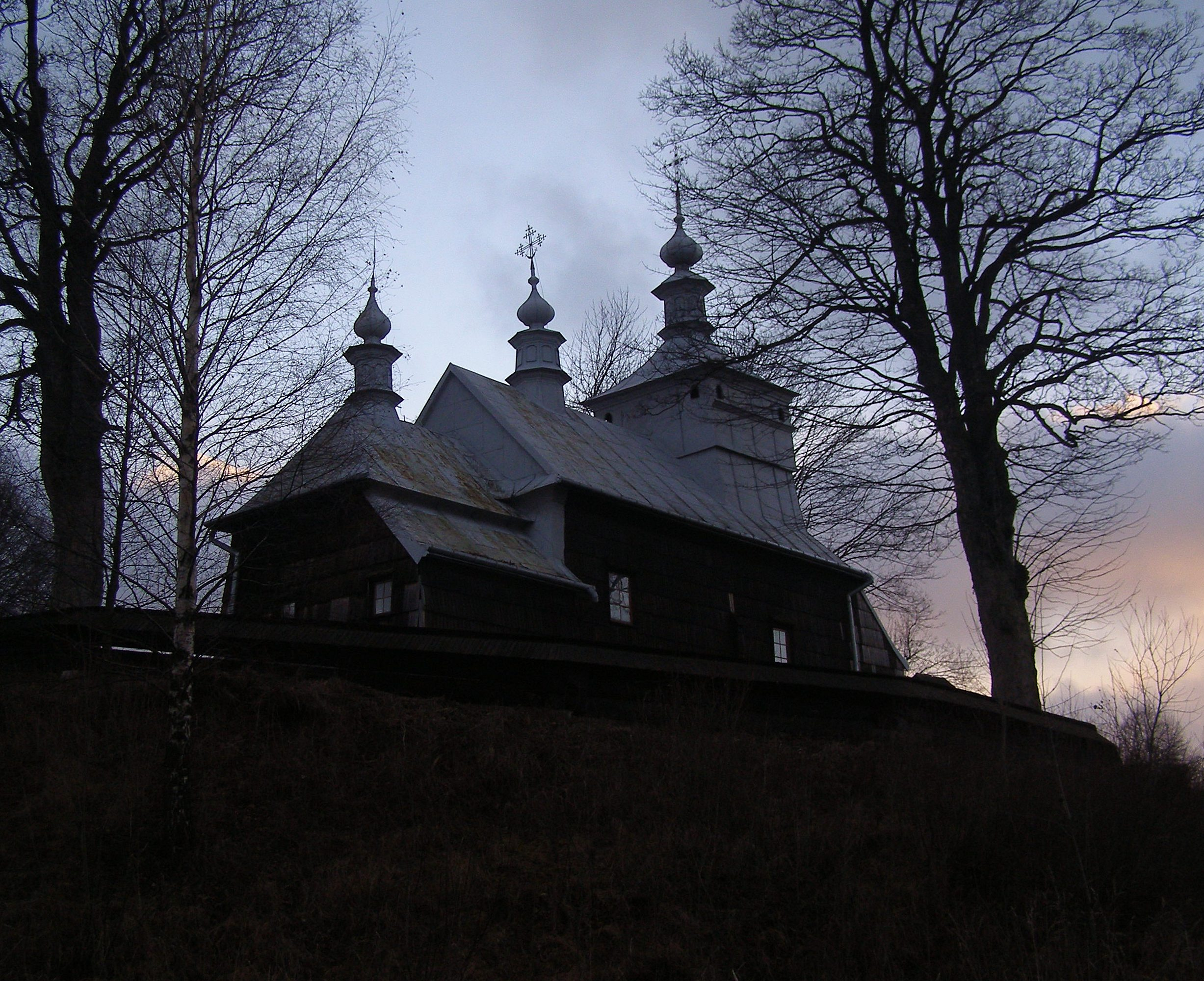
Elewacja północna
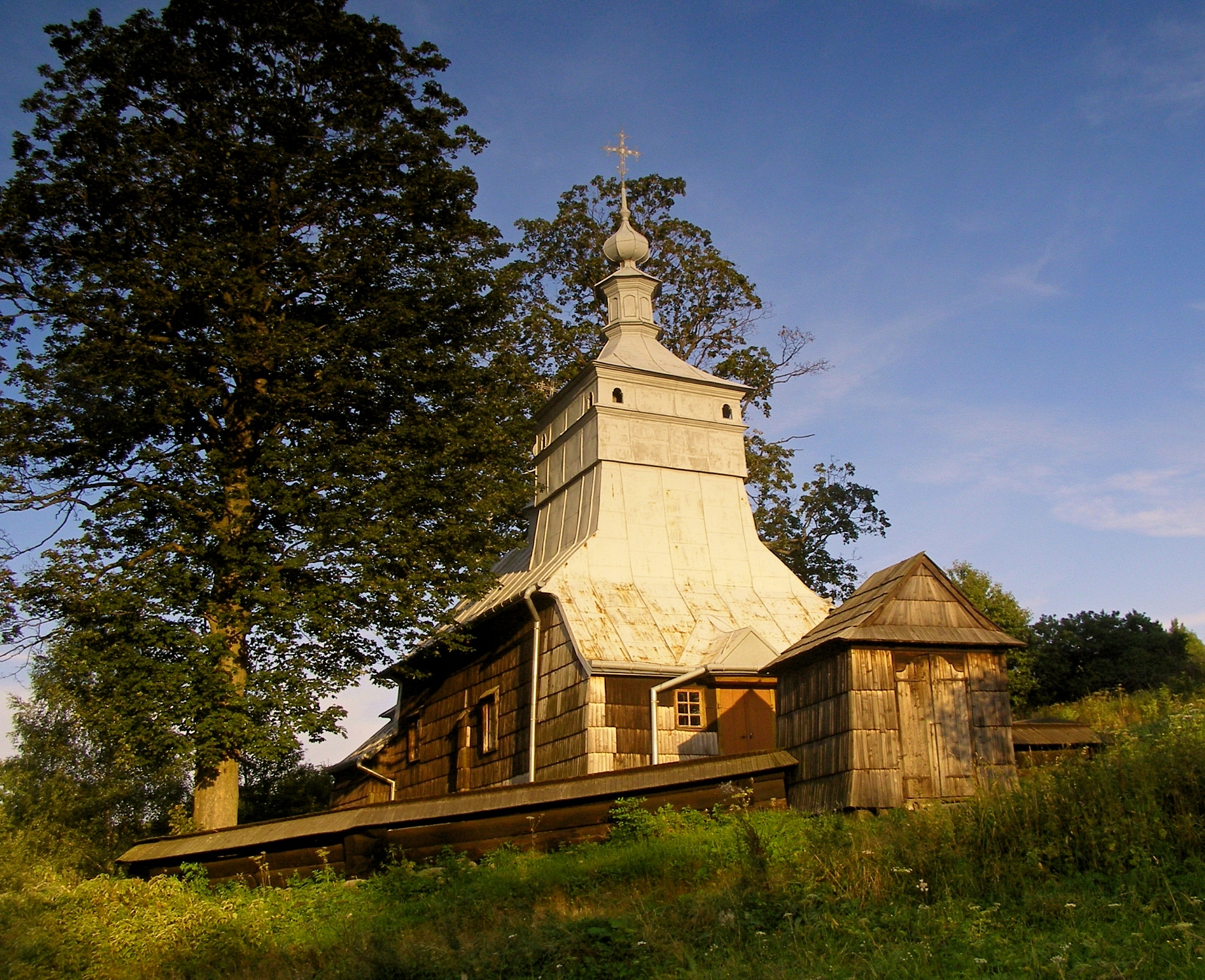
Stan 2007